# 8222-es mellékút (Magyarország)
A 8222-es számú mellékút egy több mint 27 kilométer hosszú, négy számjegyű mellékút Győr-Moson-Sopron vármegye területén. A megyeszékhely Győrtől vezet Tápszentmiklós és Bakonybánk határvidékéig a Kisalföld és a Bakonyalja érintésével.

## Nyomvonala
Győr-Szabadhegy délnyugati részén ágazik ki a 82-es főút 72. kilométere közelében lévő körforgalmú csomópontból, délkelet felé. Kezdeti szakasza a Szent Imre út nevet viseli, majd Kismegyer városrész északi szélét elérve a Sági út nevet veszi fel. Nagyjából másfél kilométer után hagyja el a belterületeket, és 2,7 kilométer után átlép Töltéstava közigazgatási területére; az M1-es autópálya nyomvonalát [annak 117. kilométere közelében] már ott keresztezi, csomópont nélkül, felüljáróval.
Lakatlan külterületek között folytatódik, s a 4. kilométere után eléri Nyúl határszélét, innentől a határvonalat kíséri. Nyúli lakott helyeket úgyszólván egyáltalán nem érint (a falunak a 82-es főút által is érintett lakott területe kilométerekkel arrébb helyezkedik el), Töltéstavának is épp csak súrolja belterülete déli szélét, kevéssel a 7. kilométere előtt, ott, ahol a beletorkollik északkelet felől a faluközponton végigvezető 82 123-as számú mellékút. 7,9 kilométer után eléri az előbbi két település és Győrság hármashatárát, de csak a 10. kilométere után érkezik teljesen győrsági területre.
Ott először Sághalomalja településrészen húzódik végig, még mindig a délkeleti irányt követve, majd jó egy kilométer után találkozik az északkelet felől érkező 8223-as úttal. Egy rövid, alig száz méternyi közös szakasz erejéig annak az irányát veszi fel (kilométer-számozás tekintetében megegyező irányban), majd szétválnak és mindkét út a korábban követett irányában folytatódik, a 8222-es tehát többé-kevésbé délkelet felé. Győrsági lakott területeket innentől nem is nagyon érint, és hamarosan, még a 12. kilométere előtt átlép Pázmándfalu területére.
E község belterületét elérve először a Rákóczi telep nevet veszi fel, majd Fő út néven folytatódik. A központban, a 13+700-as kilométerszelvénye előtt kiágazik belőle délnyugatnak a Pannonhalma felé vezető 82 119-es számú mellékút, s onnan még több mint egy kilométeren át lakott részek közt húzódik tovább, változatlan néven. 15,3 kilométer után lép ki a településről, és szeli át Nyalka határát.
Bő 16 kilométer teljesítése után éri el Nyalka belterületének északi szélét, itt a korábbi irányánál délebbre fordul és a Kossuth út nevet veszi fel. A faluközpontban itt is úgy találkozik egy keresztező úttal, hogy rövid – 200 méternél kurtább – közös szakaszuk is van: északkelet felől, Mezőörs irányából a 8224-es út csatlakozik hozzá, hogy kicsivel arrébb szét is váljanak és mindkét út hellyel-közzel az addigi irányát kövesse tovább. A község déli részében a 8222-es út Arany János nevét viseli, de már csak egy rövid szakaszon, még a 18. kilométere előtt újból külterületek közé ér. A 19. kilométerét elhagyva még elhalad a Nyalkához tartozó Kishegy településrész mellett, de 19,3 kilométer után már Táp területén jár.
Táp lakott területének északi szélét kevéssel a 20. kilométere előtt éri el, a községben a neve végig Győri utca. A 22. kilométerénél éri el a falu déli peremét, ott ágazik ki belőle Győrasszonyfa, Tarjánpuszta és Ravazd felé a 8226-os út. Kevéssel ezután már Tápszentmiklós határát lépi át, e községbe a 23. kilométerét elhagyva érkezik meg. A település jellegzetessége, hogy római katolikus temploma kettészeli a főutcát, az út tehát itt 100-150 méteres szakaszon két egyirányú sávvá válik szét.
A 8222-es belterületi szakasza egyébként Tápszentmiklóson bő másfél kilométeres, s a falu déli szélét elhagyva még majdnem pontosan ugyanennyit kell autózni a Környe–Pápa-vasútvonal egykori Tápszentmiklós megállóhelyének eléréséhez. A megállóhelyet a 82 325-ös számú mellékút szolgálta ki, melynek kiágazása után az út keresztezi is a vasutat. Ezt követően hamarosan véget is ér, beletorkollva a 8218-as útba, annak 13+300-as kilométerszelvénye közelében. Nem lépi át a következő település, Bakonybánk határát, de mindössze méterekre ér véget annak határszélétől (és Komárom-Esztergom vármegye határszélétől is).
Teljes hossza, az országos közutak térképes nyilvántartását szolgáló kira.gov.hu adatbázisa szerint 27,141 kilométer.

## Települések az út mentén
- Győr-Szabadhegy
- Töltéstava
- (Nyúl)
- Győrság
- Pázmándfalu
- Nyalka
- Táp
- Tápszentmiklós
- (Bakonybánk)